# Juve versus Milan
Juventus vs. Milan ou Milan vs. Juventus , é o clássico ou derby de futebol do norte da Itália, envolvendo os gigantes da Itália Juventus Football Club de Turim e Associazione Calcio Milan de Milão. O confronto entre Juventus e Milan é uns dos jogo mais intensos e disputados na Itália entre duas equipes de diferentes cidades, sua rivalidade passou a ganhar maior destaque no final dos anos 80 e início dos anos 90, quando ambas as equipes passaram a dominar não só o cenário nacional, quanto o internacional, com várias finais envolvendo um dos dois clubes. O clássico também confronta dois dos clubes com mais títulos da Itália e além daqueles com maior valor de rotatividade e valor de mercado de ações no país. É o confronto mais antigo ainda disputado na Itália desde 1901, e é o segundo clássico mais jogado na Itália após o Derby D'Italia.

## Estatísticas
Atualizada em 23 de abril de 2024.
| Números oficiais do clássico |     |
| Número de partidas           | 296 |
| Vitórias da Juventus         | 93  |
| Vitórias do Milan            | 70  |
| Empates                      | 77  |
| Gols Marcados da Juventus    | 337 |
| Gols Marcados do Milan       | 307 |
| Total de gols marcados       | 644 |

Atualizada em 23 de abril de 2024.
| Números dos jogos totais do clássico |     |
| Número de partidas                   | 304 |
| Vitórias da Juventus                 | 114 |
| Vitórias do Milan                    | 101 |
| Empates                              | 89  |
| Gols Marcados da Juventus            | 438 |
| Gols Marcados do Milan               | 431 |
| Total de gols marcados               | 839 |

## Maiores goleadas
| Equipe vencedora | Placar | Ano     |
| ---------------- | ------ | ------- |
| Milan            | 8 x 1  | 1911/12 |
| Milan            | 7 x 1  | 1949/50 |
| Juventus         | 8 x 2  | 1926/27 |
| Juventus         | 1 x 6  | 1996/97 |

## Títulos
Listagem de títulos conquistados por Milan e Juventus nas competições oficiais, a nível nacional e internacional. 
| Competições Internacionais              | Milan | Juventus |
| --------------------------------------- | ----- | -------- |
| Mundial de Clubes/Taça Intercontinental | 4     | 2        |
| Liga dos Campeões da UEFA               | 7     | 2        |
| Liga Europa                             | -     | 3        |
| Recopa Europeia                         | 2     | 1        |
| Supercopa da UEFA                       | 5     | 2        |
| Taça Intertoto                          | -     | 1        |
| Total Internacional                     | 18    | 11       |
| Competições Nacionais                   | Milan | Juventus |
| Campeonato Italiano                     | 19    | 36       |
| Copa de Itália                          | 5     | 15       |
| Supercopa Italiana                      | 8     | 9        |
| Total Nacional                          | 32    | 59       |
| TOTAL GERAL                             | 50    | 71       |